# Nalerigu
Nalerigu ist die größte Stadt im East Mamprusi District. Mit der Aufnahme von sechs neuen Regionen im Jahr 2018 wurde Nalerigu zur Hauptstadt der North East Region von Ghana.

## Geschichte
Nalerigu war die Hauptstadt des Mamprugu-Königreichs, eines der frühesten bekannten Staaten im Norden des heutigen Ghanas. Im 16. Jahrhundert errichtete Naa Jaringa eine Reihe von Mauern aus Steinen und Lehm rund um die Stadt. Sie sollte die Stadt vor Sklavenhändlern schützen, da sie sich in der Nähe der historischen Sklavenroute zwischen Ouagadougou (Burkina Faso) und Djenné (Mali) befand. Überreste der Stadtmauer aus dem 16. Jahrhundert, die Naa Jeringa Wall können besichtigt werden.

## Bildung
Nalerigu ist das Bildungszentrum der Region. Die Stadt beherbergt das College of Health Sciences und die Nalerigu Secondary School (NASS). Edward Mahama besuchte zwischen 1953 und 1959 die Nalerigu Primary School und Nalerigu Middle School.

## Gesundheit
Das Baptist Medical Centre ist ein privates Krankenhaus. Es wurde 1958 gegründet und versorgt rund 200 Patienten pro Tag. Es ist das wichtigste Krankenhaus der Region.

## Einwohner und Religion
In Nalerigu gibt es Moslems, Christen sowie Anhänger afrikanischer Religionen.
In Ghana ist der Glaube an vermeintliche Hexen weit verbreitet. Viele haben Angst vor ihnen und hassen sie. Bei Unglücksfällen aller Art wird oft eine beliebige Frau (meist vom Rand der Gesellschaft) für den Schicksalsschlag verantwortlich gemacht. Eine solche moderne Hexenverfolgung kann für die Opfer lebensbedrohlich werden. Deshalb gibt es in Nalerigu ein Flüchtlingslager, in dem die Verfolgten dauerhaft Schutz suchen können.
Alima Mahama war ab 2017 Vertreterin für den Wahlkreis Nalerigu im Parlament für die New Patriotic Party (NPP).

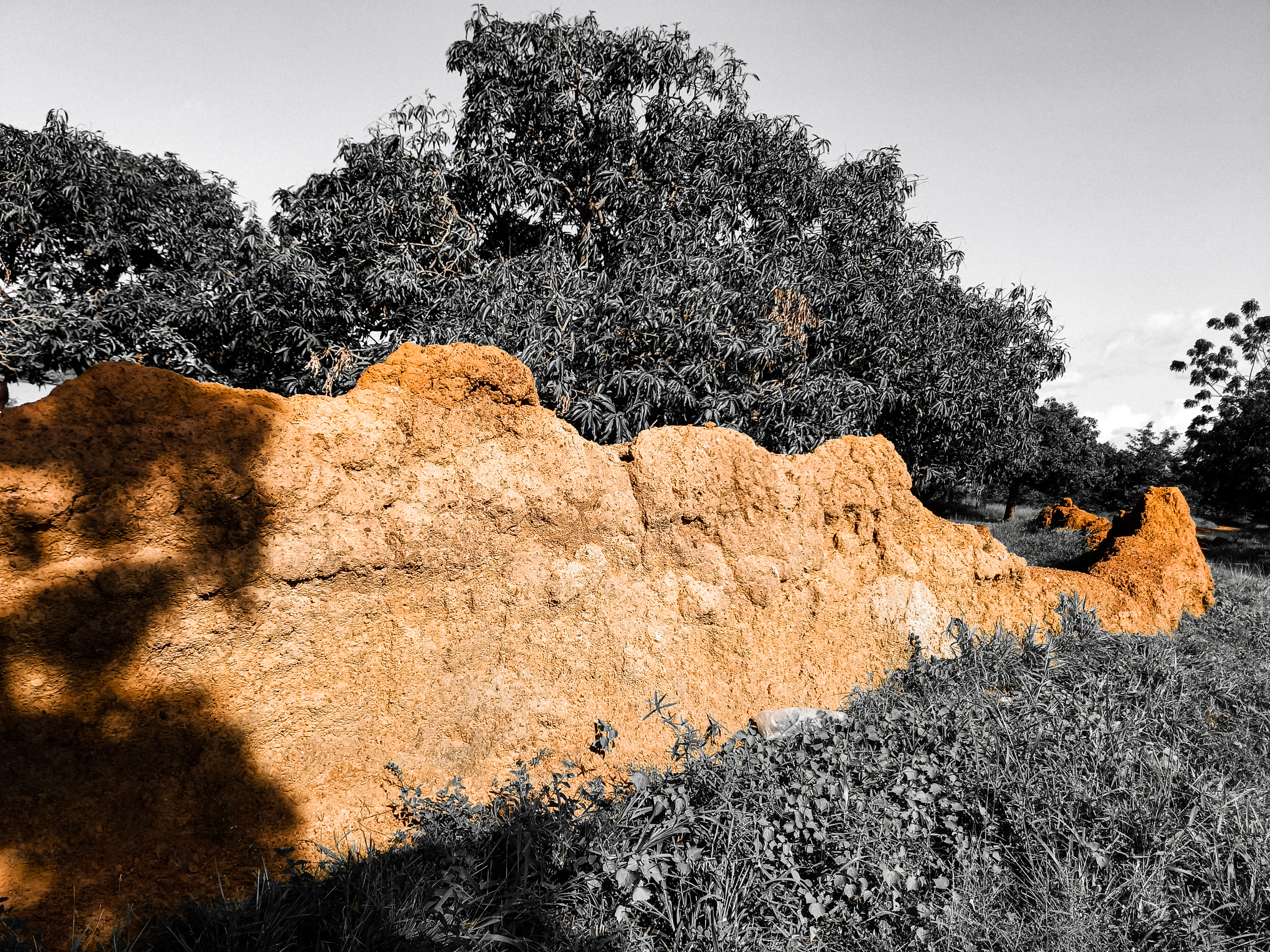
Naa Jaringa Wall
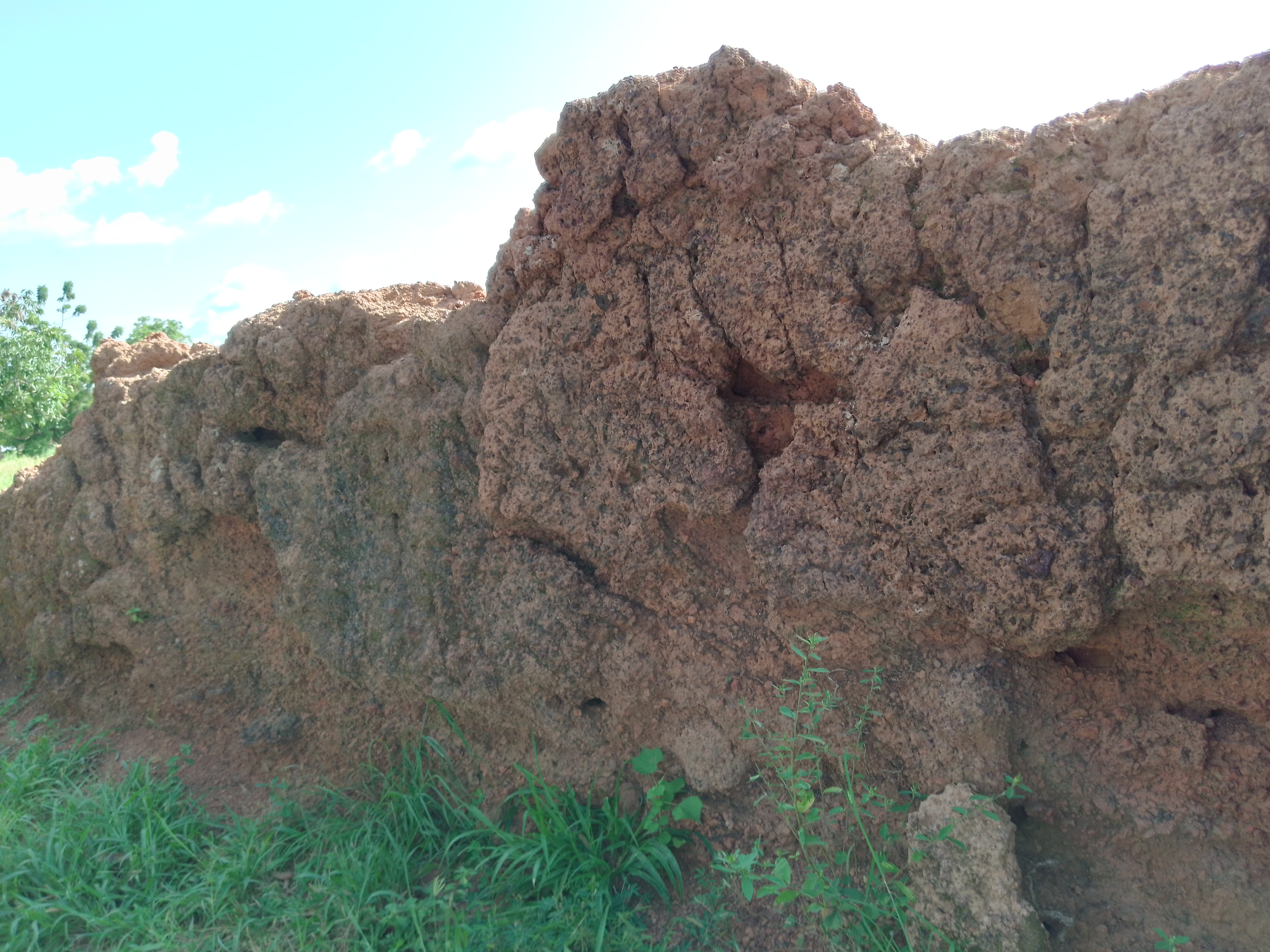
Überreste der Stadtmauer
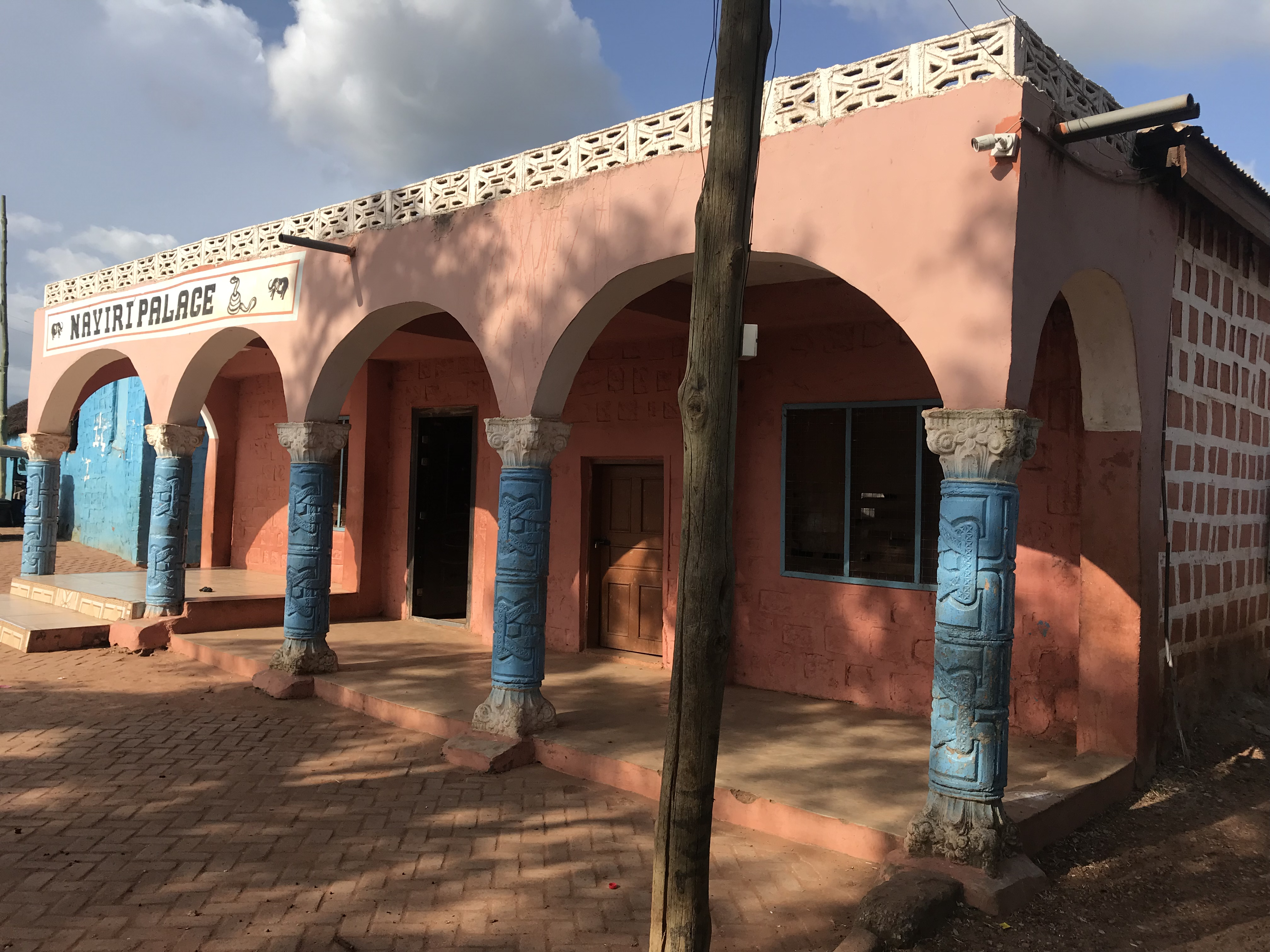
Nayiri Palace in Nalerigu
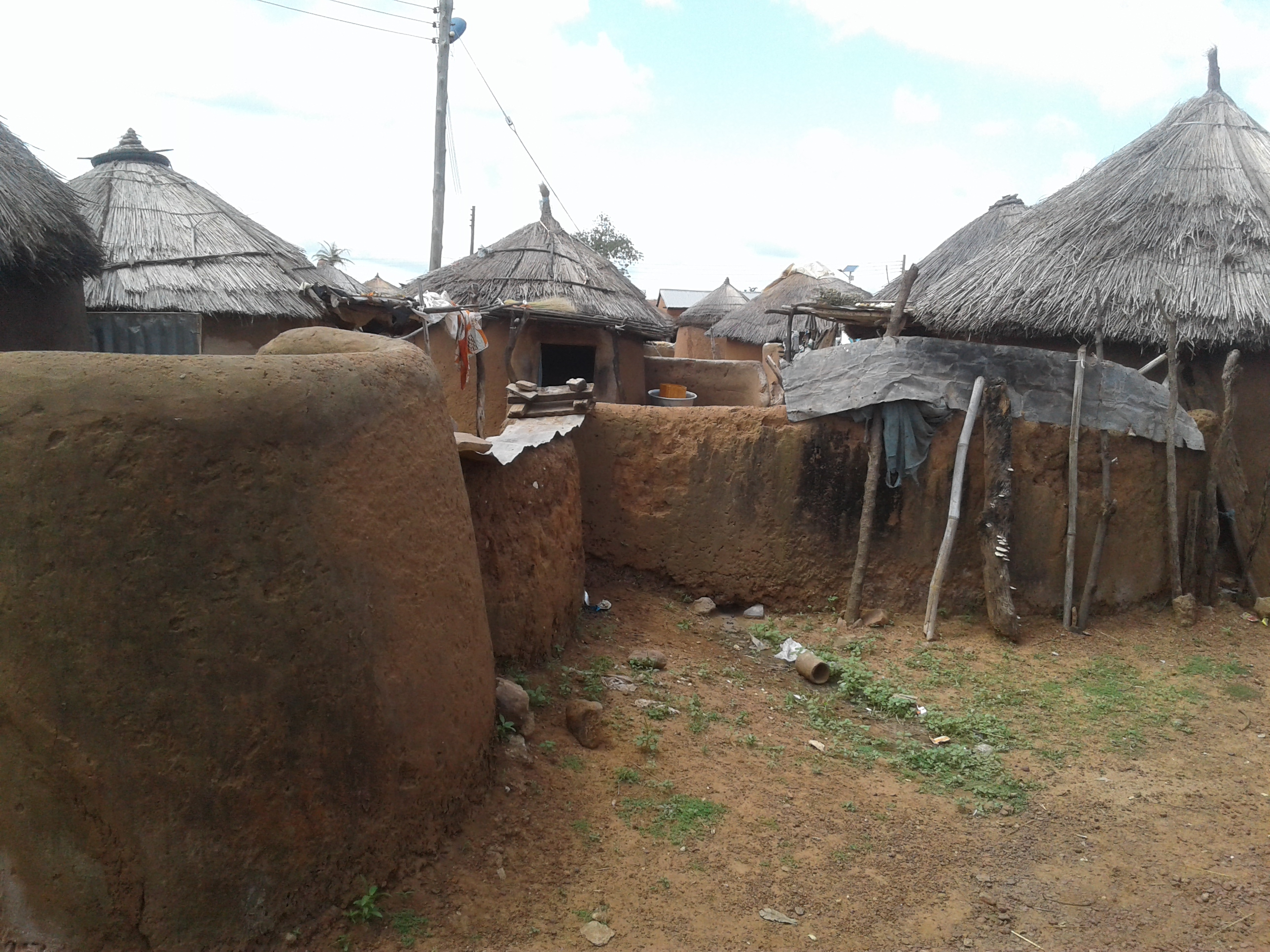
Hexenlager für Flüchtlinge
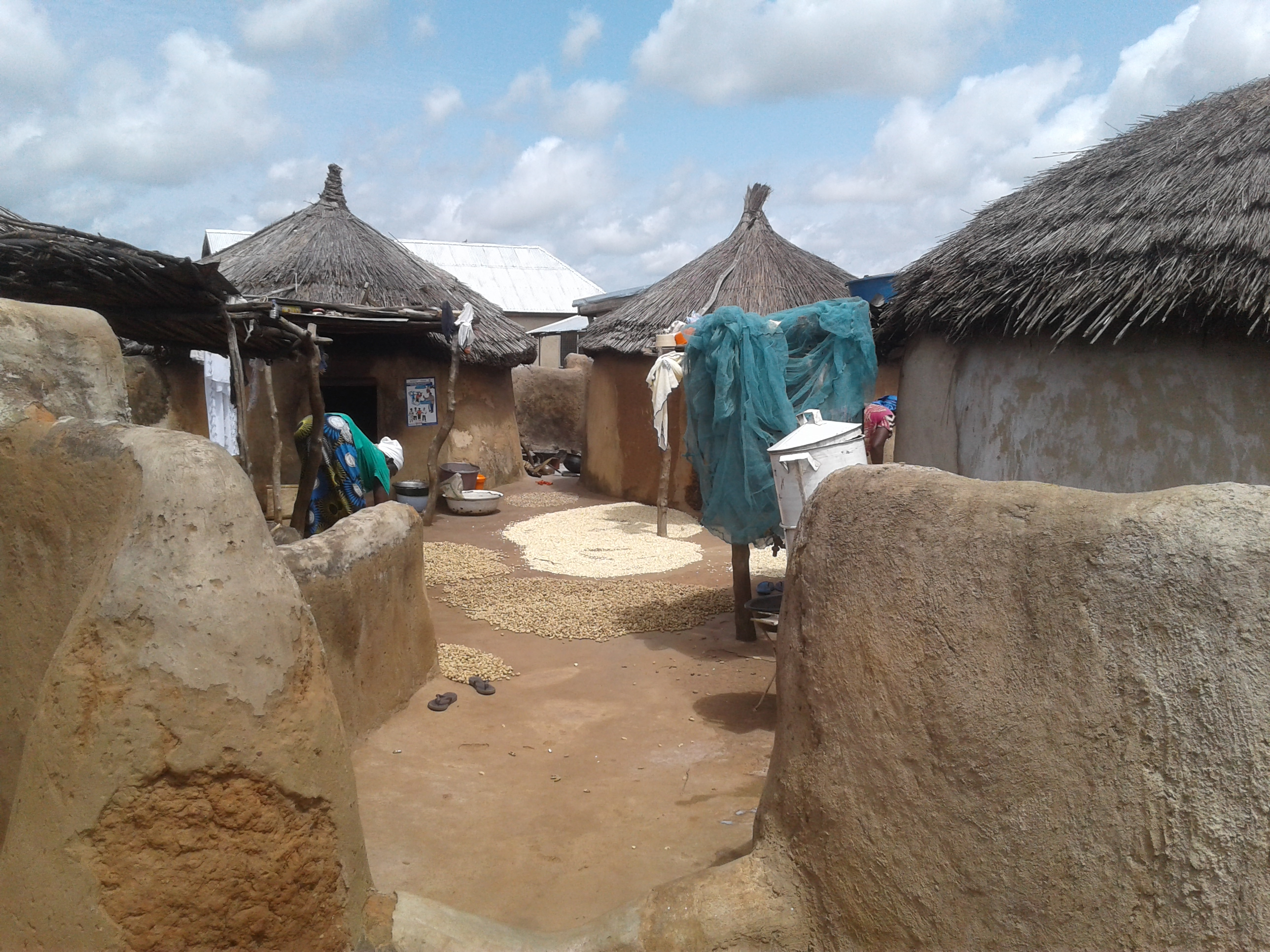
Flüchtlinge vor der modernen Hexenverfolgung